# Hartwig Steenken
|  | Hästsportsportalen |

Hartwig Steenken, född den 23 juli 1941 i Twistringen i Tyskland, död 10 januari 1978 i Hannover, Tyskland, var en västtysk ryttare.
Hon tog OS-guld i lagtävlingen i hoppning i samband med de olympiska ridsporttävlingarna 1972 i München.